# Tim Renner

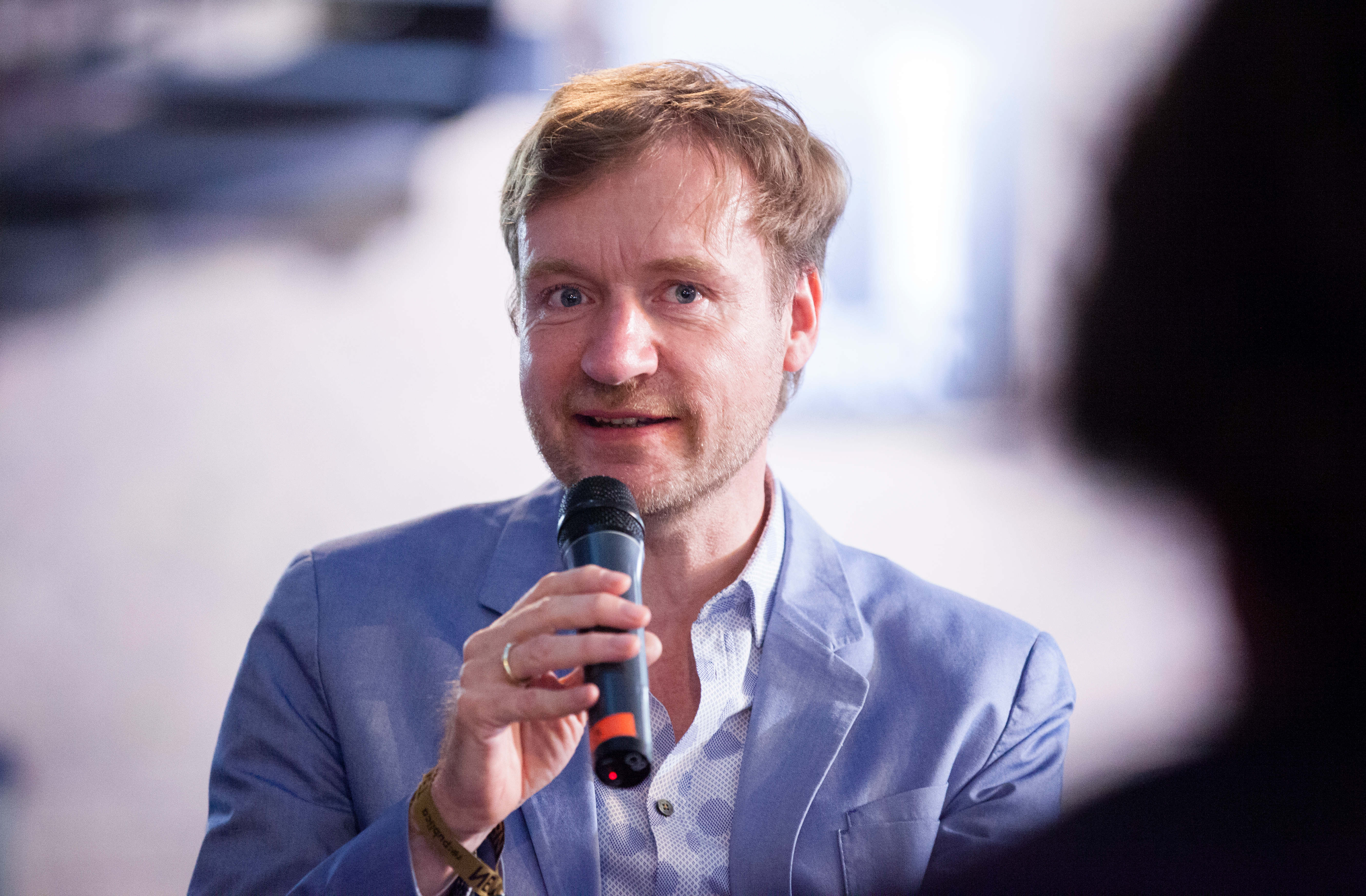
Tim Renner, 2016

Tim Renner (* 1. Dezember 1964 in West-Berlin) ist ein deutscher Musikproduzent, Journalist und Autor; von 2014 bis 2016 war er Berliner Staatssekretär für Kultur.

## Leben
Renners Mutter arbeitete als Sozialpädagogin im Strafvollzug, sein leiblicher Vater Hans Christof Stenzel war Filmregisseur, sein Stiefvater Herbert Renner Bibelverleger. In seinem siebten Lebensjahr zog seine Familie von West-Berlin nach Hamburg. Anfang der 1980er Jahre veröffentlichte er ein eigenes Kassetten-Fanzine namens Festival der guten Taten, danach moderierte er Sendungen beim NDR (z. B. die experimentelle Radio-Show Zur Lage der Nation), schrieb Pop-Kolumnen für Scritti sowie für Tempo und das Hamburger Stadtmagazin Tango. Ein im Jahr 1983 aufgenommenes Studium der Germanistik an der Universität Hamburg brach Renner ab. 1984 war er bei der Produktion des Filmprojekts Für eine Handvoll D-Mark (einem Hamburger Musikmagazin u. a. mit Abwärts, Markus Oehlen und Ti-Tho) an Regie und Drehbuch beteiligt.
Im Jahr 1986 wechselte Renner von seiner Tätigkeit als Journalist in die Musikbranche. Er begann seine Arbeit als Artists-&-Repertoire-Manager bei der Polydor, wo er ab 1989 die neu gegründete Abteilung „Polydor Progressive Music“ leitete. Er leitete das 1994 gegründete Polygram-Sub-Label Motor Music Ltd. Als der Mutterkonzern Polygram 1998 mit Universal zu „Universal Music Deutschland“ fusionierte, wurde Renner Anfang 2001 Geschäftsführer. Im Jahr 2003 wurde er vom World Economic Forum als „Global Leader for Tomorrow“ benannt.
2004 verließ Tim Renner Universal Music und schrieb anschließend mit Kinder, der Tod ist gar nicht so schlimm ein Buch über seine persönliche Einschätzung zur Zukunft der Medienindustrie. Renner baute die Firmengruppe Motor Entertainment auf, zu der ein Musikverlag mit buchbarem Label (Motor Music) und eine Booking Agentur für das Tourgeschäft (Motor Tours, im Joint Venture mit Four Artist) sowie Management (z. B. für Polarkreis 18) gehört. Bis zum August 2011 war Renner auch Gesellschafter des Radiosenders Motor FM. Seit dessen Umbenennung in FluxFM infolge eines Gesellschafterstreits ist Renner nicht mehr am Sender beteiligt.
Tim Renner ist langjähriger Dozent im Studiengang Musikbusiness der Popakademie Baden-Württemberg und wurde dort 2009 zum Professor ernannt. Die Hochschule begründete die Ernennung damit, dass Renner eine der „renommiertesten Persönlichkeiten der Musikbranche“ sowie „innovativer Vordenker der Musikwirtschaft“ sei.
Im Jahr 2011 erschien das Buch Digital ist besser, welches er mit seinem zwei Jahre älteren Bruder, dem damaligen Medienjournalisten und heutigen PR-Berater Kai-Hinrich Renner, schrieb. Seit 2011 traten Renner und Motor Entertainment zudem als Co-Produzenten der monatlichen Fernsehsendung Berlin Live bei ZDFkultur in Erscheinung. 2012 bis 2013 moderierte er bei Bremen Vier  eine eigene Radiosendung mit Namen Radio Renner. 2013 erschien sein Buch Wir hatten Sex in den Trümmern und träumten: Die Wahrheit über die Popindustrie über Erfolgsfaktoren der Musikbranche.
Renner ist verheiratet mit Petra Husemann-Renner und hat zwei Töchter.

## Politik
Tim Renner ist Mitglied der SPD und gehört als Beisitzer dem Vorstand des „Kulturforums der Sozialdemokratie“ an. Im Jahr 2009 beriet er Kanzlerkandidat Frank-Walter Steinmeier und griff dessen Idee eines „Kreativpakts“ zwischen Wirtschaft, Politik und Künstlern auf. In den folgenden Jahren entwickelte Renner im Rahmen des Kreativpakts zusammen mit Künstlern, Unternehmern und SPD-Politikern Konzepte zu Netzpolitik, Urheberrecht, Bildungspolitik, Künstlersozialversicherung und Kulturpolitik. Teile der Konzepte des Kreativpaktes flossen in das SPD-Regierungsprogramm 2013 ein.
Renner unterstützte 2013 den Wahlkampf der SPD und deren Kanzlerkandidaten Peer Steinbrück und rief mit ihm gemeinsam u. a. zu „Breitband für alle“, digitaler Lernmittelfreiheit und sozialer Absicherung von Solo-Selbstständigen auf. Außerdem verantwortete er den SPD-Wahlkampfsong (Wir sind) Zuhaus. Am 15. Januar 2020 wurde er zum Landesvorsitzenden der Arbeitsgemeinschaft Selbständige in der SPD Berlin gewählt. Renner ist außerdem Beisitzer im Kreisvorstand der SPD Charlottenburg-Wilmersdorf.

### Berliner Staatssekretär für Kultur
Unter dem Regierenden Bürgermeister von Berlin, Klaus Wowereit, wurde Renner am 28. April 2014 Kulturstaatssekretär des Landes Berlin, als Nachfolger von André Schmitz. Renner setzte sich unter anderem für eine bessere Förderung der freien Künstlerszene und eine Erhöhung des Kulturetats ein.
Im März 2015 wurde bekannt, dass Tim Renner im Jahr 2017 den Direktor der Tate Gallery of Modern Art, Chris Dercon, zum Intendanten der Volksbühne Berlin und Nachfolger von Frank Castorf machen wolle, was zu öffentlicher Kritik unter anderem durch den Intendanten des Berliner Ensembles, Claus Peymann führte. Der Schauspieler Alexander Scheer bat ihn, das Theater nach der Entscheidung nicht mehr zu betreten. Als er ihm dort 2018 nach einer Filmvorführung begegnete, schüttete er Renner ein Glas Bier über den Kopf.
Mit der neuen rot-rot-grünen Koalition fiel das Kulturressort an die Partei Die Linke. Renner wurde am 8. Dezember 2016 aus dem Amt entlassen.

### Bundestagskandidatur
Im Jahr 2016 kündigte Renner an, für die Bundestagswahl 2017 für die SPD als Bundestagsabgeordneter im Bundestagswahlkreis Berlin-Charlottenburg – Wilmersdorf für den Bundestag kandidieren zu wollen. Bei einer Mitgliederbefragung der SPD Charlottenburg-Wilmersdorf am 26. Februar 2017 konkurrierten fünf Kandidaten um die Nominierung als Direktkandidat der SPD Charlottenburg-Wilmersdorf für die Bundestagswahl 2017. Renner erhielt 223 Stimmen und Ülker Radziwill 211 Stimmen. Am 17. März 2017 setzte sich Renner schließlich gegen Radziwill in einer Stichwahl als SPD-Direktkandidat für den Bundestagswahlkreis Charlottenburg-Wilmersdorf für die Bundestagswahl 2017 durch.
Bei der Bundestagswahl konnte er sich nicht gegen seinen CDU-Mitbewerber, Klaus-Dieter Gröhler, durchsetzen und auch Platz 6 auf der Landesliste der SPD reichte nicht für den Einzug in den Deutschen Bundestag.
Im August 2020 wurde bekannt, dass Renner auf Aufforderung der Berliner SPD-Spitzenkandidatin Franziska Giffey im Jahr 2021 erneut für ein Mandat bei der Bundestagswahl 2021 antreten wollte, diesmal im Bundestagswahlkreis 82 in Neukölln. Renner unterlag bereits bei der parteiinternen Kandidatenaufstellung mit 45,18 % zu 51,95 % gegen den Mitbewerber Hakan Demir, obwohl er als Favorit sowohl Giffeys als auch des Neuköllner Bezirksbürgermeisters Martin Hikel gegolten hatte.

## Bücher
- Kinder, der Tod ist gar nicht so schlimm. Über die Zukunft der Musik- und Medienindustrie. Campus, Frankfurt am Main 2004, ISBN 3-593-37636-9; überarbeitete Neuauflage: Rogner & Bernhard, Berlin 2008, ISBN 978-3-8077-1045-7.
- Digital ist besser. Warum das Abendland auch durch das Internet nicht untergehen wird. Campus, Frankfurt am Main 2011, ISBN 978-3-593-39208-0 (mit Kai-Hinrich Renner).
- Wir hatten Sex in den Trümmern und träumten: Die Wahrheit über die Popindustrie. Berlin Verlag, Berlin 2013, ISBN 978-3-8270-1161-9 (mit Sarah Wächter).